# Українська школа Еллісів в Осло

Логотип Школи Еллісівллрал

Українська школа «Полісів» в Осло — це перша українська школа в Норвегії, де учні можуть отримати освіту за програмами Міністерства освіти України. Заклад заснувала ініціативна група батьків і вчителів. Очолює педагогічний колектив школи Еллісів — вчителька Ніна Хаген, лауреат Другого міжнародного конкурсу «Найкращий учитель української мови за кордоном».
У закладі навчають дітей від 2,5 до 23 років. «Еллісів» — це норвезький варіант імені Єлизавета. Школа названа на честь київської княжни, доньки Ярослава Мудрого Єлизавети Ярославни. Після шлюбу з норвезьким королем вікінгів Ґаральдом Суворим, засновником міста Осло, вона стала королевою цієї країни.
Українці Норвегії дбають про українську освіту молодшого покоління, мають кілька освітніх установ. В Українській школі Еллісів в Осло є кілька груп. У дошкільній групі навчаються діти 2,5-5 років, старші — у початковій та середній школі. Щонеділі тут збираються діти, які бажають швидко читати українською, гарно і грамотно писати, вільно розмовляти рідною мовою. Школа підпорядкована Українському культурно-освітньому центру в Норвегії. Крім програм МОН України, школа використовує програми МІОК та власні розробки в класах Українська як іноземна — для дітей українського походження, для яких наша мова не є першою.
У Норвегії молода українська діаспора. У школі навчається лише друге покоління юних діаспорян. У багатьох в Україні ще є близькі родичі, тобто українські педагоги не могли допустити думки, що діти вже в другому поколінні не зможуть спілкуватися із своїми рідними на історичній Батьківщині. Без знань мови ця «пуповина» з Україною вже буде обірвана. Тільки систематична, наполеглива робота, поєднання зусиль учнів, батьків та вчителів може дати результат. 
Зараз школа має приміщення, тимчасово надане владою міста Осло, котре використовується й іншими організаціями. Для нормального функціонування школи школі потрібна стабільність та передбачуване майбутнє. Поки ще Школа не має партнерів, меценати ще про неї не знають. Наразі тут уже працює три вчителі, усі дипломовані педагоги.
Найбільша кількість учнів у початковому «Букварному» класі, всі вони народжені за межами України. Це діти різного віку від 5 до майже 12 років.  Звичайно, старші діти опановують «Буквар» скоріше. Інша проблема - діти зовсім не розмовляють українською, розуміють мову в різній мірі, їм формулювати речення важко. Жодна дитина, котра приходить до Школи,  не вміє писати українською. Проте є учні, які народилися та навчалися в Україні. Вчителі готуються викладати їм з того місця в шкільній програмі, де вони зупинилися в Україні.
Це — нова школа, створена навесні 2016 року. З дітьми працюють кваліфіковані, дипломовані педагоги. Навчальний заклад забезпечує українськими підручниками. Наразі тут викладають такі предмети: українська мова, читання, каліграфія, українознавство, природознавство, риторика, українська література, історія України, музичне мистецтво. Інші предмети викладаються факультативно. При бажанні учні мають можливість пройти атестацію й отримати документ про освіту.
У 2017/18 навч. році тут здобували початкову освіту 25 учнів віком від 5 до 13 років. Стартував навчальний рік з виконання українського Гімну. У вишиванках, віночках із кольоровими стрічками діти читали вірші, слухали розповіді вчителів про їхню батьківщину — Україну. На відкриття навчального року завітав і Посол України в Норвегії В'ячеслав Яцюк.

## Позакласне життя
Зовсім донедавна в Осло мешкали одиниці українців. Останнім часом їхня кількість значно зросла, як в Осло, так і в інших районах Норвегії. За ці роки стали підростати діти, народжені тут. Можливості для вивчення мови та культури з’являються, коли батьки цього прагнуть. Останнім часом вони створили кілька груп для спільних святкувань, вивчення пісень, казок, основ грамоти.
В Норвегії ще немає зареєстрованих українських навчальних закладів.
Перша українська Школа збагачується за рахунок спонсорських подарунків, зокрема, вона одержала українські дитячі книжки для власної бібліотеки від українських видавництв «Ранок» та «Літопис». При школі працює норвезький осередок Української скаутської організації «Пласт». Пластові майстерки користуються особливим попитом. Разом школярі та батьки проводяться традиційні святкування українського народу, інші спільні свята.
Школа три роки поспіль бере участь у конкурсі “Змагаймось за нове життя!”, присвяченому Лесі Українці.
Наразі педагоги працюють над створенням українського дитячого театру та танцювального колективу.Педагоги школи беруть участь у різноманітних заходах, організованих діаспорою й Українським культурним фондом.

## Розповідь від першої особи
Колодія величаймо - весну зустрічаймо!
«Стояла я і слухала весну...», - писала Леся Українка в одному із своїх віршів. У лютому ми традиційно проводимо Лесині уроки, робимо презентації про її життя та творчість. Ось і минулої суботи вчителька української мови та літератури пані Наталія Nataliia Zhytova розповідала дітям про Лесину поезію та про «Лісову пісню». А далі вже розмова природно пішла про головних героїв драми-феєрії, а потім і про народні вірування та традиції.
Але це був не єдиний привід говорити про весну та народні традиції Тієї суботи в Українській школі «Еллісів» в Осло. Справа в тому, що ми готувалися до свята Колодія, Масниці, дня, коли ми нарешті попрощаємось із довгою норвезькою зимою. Ми вже так чекаємо весну, що вирішили відсвяткувати одразу і по-українськи, і по-норвезьки – в надії, що весна прийде тоді скоріше. Тому приготували і вареники, і пиріжки, і млинці з оладками, і тістечка, і норвезькі булочки із збитими вершками та повидлом – fastelavnsboller.
Норвезьке зимово-весняне свято проводиться напередодні Великого посту. Хлопчик Якоб підготував розповідь і презентацію. У сьогоденні Fastelavn традиційно святкують із солодкими булочками та із гілочками, прикрашеними різнокольоровим пір’ям – fastelanvsris, символом родючості. Ось такі барвисті гілочки і робили наші малята-дошкільнята в групах «Веселка» і «Бедрик».
А коли ми перейшли до традиційного святкування українського Колодія, то тут усі дізналися багато нового для себе. Звичайно Колодій приходить десь за місяць до Великодня, тієї благословенної пори, коли зима зустрічається із весною Пані Ніна не тільки розповіла, а й показала, як святкували наші предки. Свято Колодія - одне з праслов’янських свят, яке сягає доби Трипільської культури. Це низка обрядових дійств на честь весняного пробудження природи, відоме як Колодій, Колодка, Масниця. На Колодія таку колодку, як на наших світлинах, прив'язували до руки тому, хто не встиг одружитися 🙂, Така була давня українська.традиція,таке «покарання», бо в ті часи в 20 років молодь мала б уже мати сім'ю. Ходив Михайло з колодкою в нас на святі недовго, лише на демонстрації, а в давнину треба було відкупитися, щоб цю колодку зняли. А ще пані Ніна зробила для нас ляльку-мотанку – дівчинку-весну. А ще грала на сопілці, як це робив Лукаш в «Лісовій пісні». А ще наша маленька учениця Аврора (4 роки) із дошільної групи "Бедрик" розказала напам'ять фрагмент із "Лісової пісні", з яким вона бере участь у конкурсі Лесі Українки "Змагаймось за нове життя".
На нашому святі приємно було приймати гостей– ми привітали нову українську громадську організацію Східної Норвегії. Її голова Тетяна Бондаренко підготувала для нас тематичну вікторину та провела лотерею з чудовими призами на радість усім дітям та дорослим. Дякуємо пані Тетяні та її команді!
Усі були в захваті від свята. Було весело, цікаво, пізнавально, дружно, затишно-родинно, а ще дуже-дуже смачно. Ось так і має бути, коли зустрічаються українці, куди б нас не закинула доля.

## Електронні ресурси
- Контакт в соціальних мережах/ Kontakt i sosialt nettverk:   https://www.facebook.com/ellisiv.ukrainian.school.oslo.norway/